# دونژا ووچا
دونژا ووچا (به لاتین: Donja Voća) یک منطقهٔ مسکونی در کرواسی است که در شهرستان واراژدین واقع شده‌است. دونژا ووچا ۳۶٫۶۶ کیلومتر مربع مساحت و ۲٬۴۴۳ نفر جمعیت دارد.